# Lucas Alamán
Lucas Alamán y Escalada (ur. 18 października 1792 w Guanajuato, zm. 2 czerwca 1853 w Ciudad de México) – meksykański polityk i historyk.
Był jednym z czołowych polityków konserwatywnych. W polityce zagranicznej wspierał ścisły sojusz z mocarstwami europejskimi (Anglia, Hiszpania), wrogo odnosił się natomiast do USA. Zwolennik monarchii i uprzywilejowanej pozycji Kościoła katolickiego.
Był autorem 5-tomowej historii Meksyku (Historia de México) oraz 3-tomowych rozpraw o historii Meksyku (Disertaciones sobre la Historia de la República Mexicana).